# NGC 3669
NGC 3669 (другие обозначения — UGC 6431, MCG 10-16-135, ZWG 291.67, IRAS11226+5759, PGC 35113) — спиральная галактика в созвездии Большой Медведицы. Открыта Уильямом Гершелем в 1790 году.
Галактика имеет немного искривлённую форму: центральная область выглядит как в галактиках с ребра, а внешние части имеют некоторый наклон. Галактика изолирована, ближайшие к ней объекты —  NGC 3674 и NGC 3683A к югу и юго-востоку на 40—50 угловых минут, NGC 3613 и NGC 3619 к западу на том же расстоянии и ещё несколько мелких галактик в 30 угловых минутах к западу. Эти галактики расположены на расстоянии не менее, чем 250 килопарсек от NGC 3669.
Этот объект входит в число перечисленных в оригинальной редакции «Нового общего каталога».